# Colossal (filme)
Colossal é um filme de comédia, ação-thriller e ficção científica dirigido e escrito por Nacho Vigalondo. O filme é protagonizado por Anne Hathaway, Dan Stevens, Jason Sudeikis, Austin Stowell e Tim Blake Nelson.
O filme teve estreia no Festival Internacional de Cinema de Toronto de 2016. Está programado para ser lançado pela NEON em 7 de abril de 2017.

## Enredo
Depois de perder seu emprego e namorado em Nova York, Gloria (Anne Hathaway) volta para sua cidade natal apenas para descobrir como ela está estranhamente conectada a um enorme Kaiju atacando Seul.

## Elenco
- Anne Hathaway como Gloria[1]
  - Hannah Cheramy como jovem Gloria
- Dan Stevens como Tim, ex-namorado de Gloria[2]
- Jason Sudeikis como Oscar[3]
- Austin Stowell como Joel[4]
- Tim Blake Nelson como Garth[5]
- Simon Pegg

## Produção
Antes do início das filmagens, a empresa japonesa Tōhō apresentou uma ação judicial contra a Voltage Pictures, por usar a imagem de Godzilla e fotos de filmes anteriores do Godzilla em e-mails e documentos de imprensa enviados a potenciais investidores. A filmagem do filme começou em outubro de 2015 em Vancouver, sendo finalizada em 25 de novembro de 2015.

## Lançamento
O filme estreou no Festival Internacional de Cinema de Toronto em 9 de setembro de 2016. Pouco depois, um empresa misteriosa sem nome adquiriu os direitos de distribuição do filme, que mais tarde acabou por ser a nova empresa de distribuição sem título de Tom Quinn & Tim League, NEON. O filme foi exibido no Festival Sundance de Cinema em 20 de janeiro de 2017. O filme está programado para ser lançado em 7 de abril de 2017.